# Alexander Josef Bernard
Alexander Josef Bernard (22. ledna 1859, Sobotka – 14. března 1912, Tábor) byl český přírodovědec a pedagog.

## Život
Narodil se v rodině kupce v Sobotce Františka Bernarda (1819–??) a jeho manželky Aloisie, rozené Hájkové (1823–??). Vystudoval gymnázium v Jičíně a po maturitě přírodní vědy na Karlově univerzitě v Praze. Působil jako profesor na gymnáziu v Táboře. Publikoval řadu odborných statí ve sbornících a pro školní potřebu několik atlasů, které se dočkaly i více vydání. Spolupřeložil první díl Brehmova „Života zvířat“.

### Rodinný život
Dne 6. října 1888 se v Táboře oženil s Terezií Tvrzníkovou (1867–??), dcerou táborského koželuha.

### Veřejná činnost a ocenění
Byl členem obecního zastupitelstva a čestným měšťanem města Tábora.

## Dílo
- Přírodopis živočišstva pro vyšší třídy škol středních (Praha 1895; 2. vyd. 1905)
- Přírodopis rostlinstva pro nižší třídy škol středních (Praha 1898; 2. vyd. 1904)
- Lesnická botanika (Písek 1901)
- Příruční atlas botanický (Praha 1904)
- Atlas minerálů (Praha 1907)

### Překlady
- Život zvířat. Díl první, Ssavci. Svazek třetí (autor A.E. Brehm, V Praze, J. Otto, 1890)
- Život zvířat. Díl první, Ssavci. Svazek druhý (autor A.E. Brehm, přeložili Č. Kotal, František Šafránek, Josef Novák a Alexander Josef Bernard, V Praze, J. Otto, 1887)